# Coutchman
Coutchman (parfois appelée Couchman) est une ville fantôme située dans le nord du comté de Freestone au Texas, environ quatre miles au sud-ouest de Streetman.
Coutchman a été établie en 1850 environ et nommée d'après un propriétaire foncier local, William Coutchman. À son pic de population, elle a eu 300 habitants. Elle a eu un bureau de poste de janvier 1894 à février 1905, date à laquelle le bureau de poste est relocalisé à Wortham. Dans le recensement de 1911, Coutchman a une population de 100 personnes. En 1980, elle n'est plus listée. La zone cesse ensuite d'avoir une identité administrative.
Coutchman est connue pour être la ville de naissance de Blind Lemon Jefferson.